# Frka (2024.)
Frka nadolazeći je hrvatski film iz 2024. godine, redatelja Svebora Mihaela Jelića u produkciji studija Oksimoron.
Film priča o odrastanju mladih u manjoj sredini i njihovom suočavanju s društvenim ulogama nametnutim kroz životne okolnosti kao što su financijska situacija, prilike za edukaciju i društveni status njihovih roditelja. Priča prati nekoliko prijatelja koji zbog duga prema lokalnom dileru moraju skupiti novac od njegovih dužnika u jednoj večeri. Film istražuje razdoblje između dječje nevinosti i odraslog svijeta, naglašavajući kako životne okolnosti u 20-ima oblikuju odraslu osobu.
Svjetska premijera filma održat će se na 71. Pulskom filmskom festivalu 13. srpnja 2024.

## Radnja
Radnja se odvija u Osijeku tijekom jedne noći. Četvero mladih ljudi, predvođeni konobaricom Nikom, dobivaju ultimatum od lokalnog dilera nakon problema s isporukom robe. Moraju prikupiti novac u nekoliko sati, što ih vodi u niz neprilika i neobičnih situacija. Njihove moralne granice su testirane, a posljedice njihovih postupaka prate ih kroz grad.

## Glumačka postava
- Kristina Jovanović kao Nika, konobarica
- Sven Latinović kao Luka
- Antonia Mrkonjić kao Sara
- Luka Vondrak kao Voki
- Vedran Dakić kao Petar
- Domagoj Ivanković
- Dejan Aćimović
- Ian Tomljenović
- Bojan Ban
- Filip Bielen
- Nikola Radoš
- Silvijo Švast
- Duško Modrinić

## Snimanje
Snimanje filma odvijalo se od 3. kolovoza do 13. rujna 2021. godine, snimalo se po noći u gradu Osijeku, a neke od lokacija su Tvrđa, gradski vrt, katakombe, restoran Waldinger, Donji grad, tržnica, pravni i ekonomski fakultet, Podravlje i ispred fast fooda "Na stanici"

## Vanjske poveznice
- Službena stranica na Facebooku
- Službena stranica na Instagramu
- Frka na stanicama Hrvatskog audiovizualnog centra (HAVC)
- Frka na stranicama Pulskog filmskog festivala – Arhivirana inačica izvorne stranice od 11. lipnja 2024. (Wayback Machine)
- Frka u internetskoj bazi filmova IMDb-a